# Las ciudades perdidas de los mayas
Las ciudades perdidas de los mayas (título original en francés: Les cités perdues des Mayas) es una monografía ilustrada sobre la historia del redescubrimiento de la civilización maya. La obra es el 17.º volumen de la colección enciclopédica «Aguilar Universal», escrita por el mayista e iconólogo Claude-François Baudez y la historiadora del arte Sydney Picasso, y publicada por la editorial madrileña Aguilar en 1990.
La edición original en francés fue publicada por la editorial parisina Éditions Gallimard en 1987, como el 20.º volumen de su colección «Découvertes Gallimard». Una nueva edición homónima pero con portada distinta, para España e Hispanoamérica, salió en 1999, editada por la editorial barcelonesa Ediciones B, y publicada como el 28.º volumen en su colección «Biblioteca de bolsillo CLAVES». El libro fue adaptado a un documental homónimo en 2000.

## Introducción

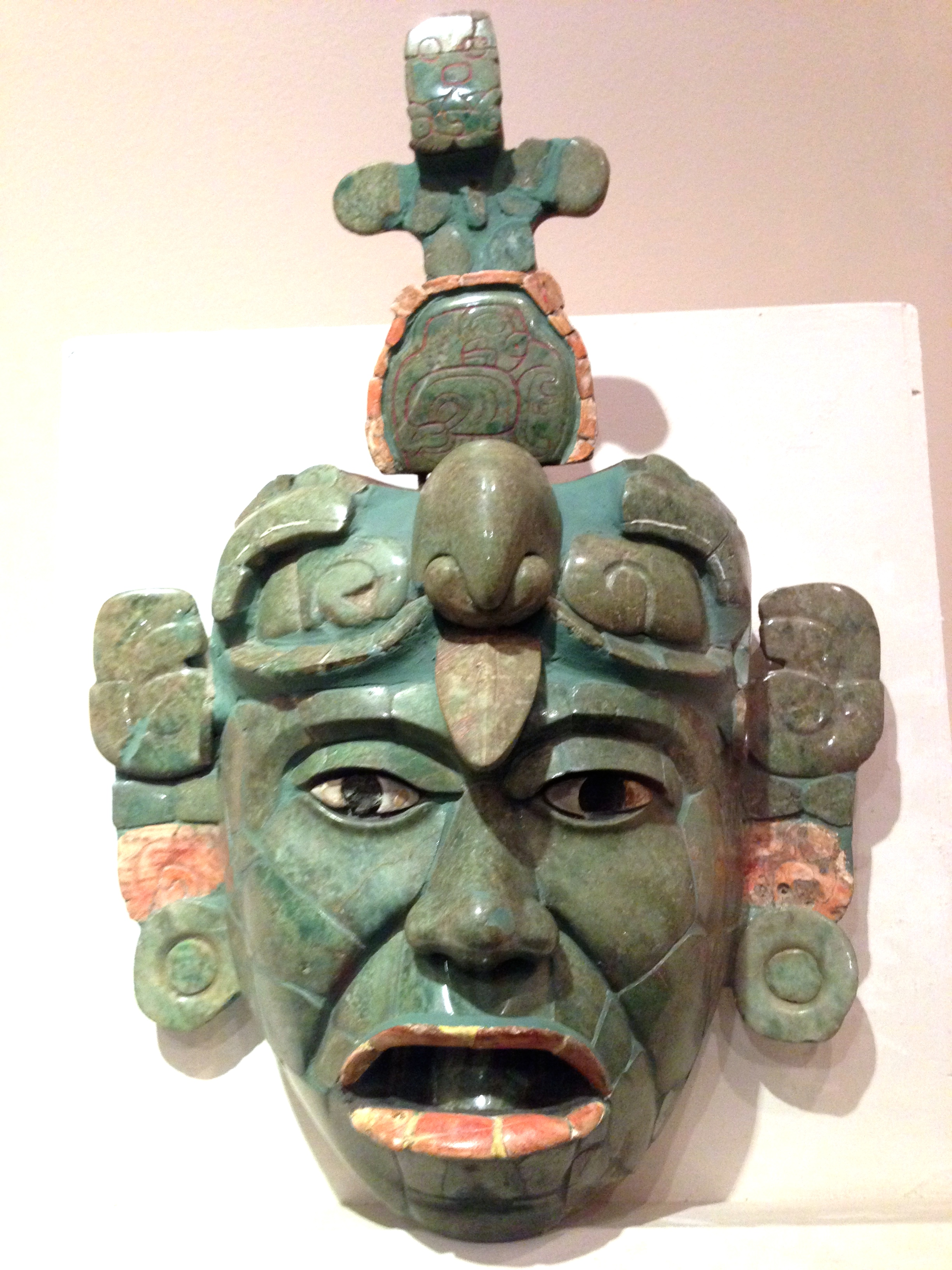
La contraportada representa la máscara hecha en jade, y aplicaciones de pirita y concha, de Tikal, de principios del período clásico. Actualmente en el Museo Nacional de Arqueología y Etnología de Guatemala.

Esta obra en formato de bolsillo (125 × 178 mm) forma parte de la serie Archéologie de la colección «Découvertes Gallimard», es decir, nos interesa aquí en el redescubrimiento de la civilización maya, y el estudio de los sitios arqueológicos, objetos y documentos descubiertos en la región, desde principios del siglo XVI hasta el siglo XX, pero no en la historia de esta civilización.
Según la tradición de «Découvertes», esta colección se basa en una abundante documentación iconográfica y una forma de dialogar entre la iconografía documental y el texto, enriquecida por la impresión sobre papel cuché. En otras palabras, «monografías auténticas, editadas como libros de arte».
En la elección de los documentos, se da prioridad a la originalidad y lo inédito, como las láminas policromadas originales realizadas por el explorador inglés Frederick Catherwood, sobre el «Imperio maya», reunidas para esta obra. Es casi como una «novela gráfica», llena de láminas a color.

## Recepción
El sitio web Babelio otorga al libro una calificación promedio de 3.8 sobre 5, basada en 22 calificaciones. En el sitio web Goodreads, el libro obtiene un promedio de 3.46/5 basado en 46 calificaciones, lo que indica «opiniones generalmente positivas».

## Adaptación
En 2000, en coproducción con La Sept-Arte y Trans Europe Film, en colaboración con Éditions Gallimard, realiza la adaptación documental de Les cités perdues des Mayas bajo el mismo título, dirigida por Jean-Claude Lubtchansky, y con narración en off por François Marthouret y Marc Zammit. El documental fue rodado en México y Guatemala, y transmitido por Arte en el programa de televisión L'Aventure humaine. Posteriormente ha sido doblado al alemán bajo el título Stätten und Kultur der Maya, y subtitulado al español e inglés.